# E-Plus
Die E-Plus Mobilfunk GmbH war ein deutscher Mobilfunkanbieter und Teil der E-Plus-Gruppe. Diese gehörte vom Jahr 2000 bis zum 1. Oktober 2014 dem niederländischen KPN-Konzern, bevor sie Teil der Telefónica Deutschland Holding wurde. E-Plus war bis zu diesem Zeitpunkt mit rund 25,5 Millionen Kunden der drittgrößte Mobilfunknetzbetreiber Deutschlands.
Viele Marken und Unternehmen der E-Plus-Gruppe wurden nach der Übernahme auf die Telefónica Germany GmbH & Co. OHG verschmolzen. Dazu gehörte auch die E-Plus Mobilfunk GmbH, die in die Teilbereiche E-Plus Mobilfunk in Düsseldorf und E-Plus Service in Potsdam gegliedert war, aber auch eigenständige Tochterunternehmen wie Simyo oder die Blau Mobilfunk. Im Zuge der Übernahme durch Telefónica wurde Yourfone bereits zum 1. Februar 2015 an den Mobilfunkserviceprovider Drillisch verkauft. Heute existiert nur noch die E-Plus Service GmbH mit Sitz in Düsseldorf, die nach wie vor als Vertragspartnerin von Aldi Talk fungiert.
E-Plus war des Weiteren Mitglied in der Europäischen Bewegung Deutschland.

## Geschichte sowie Chronologie des Unternehmens

Logo der ehem. E-Plus Gruppe

Das Unternehmen wurde 1992 als E-Plus Mobilfunk GmbH gegründet und erhielt 1993 eine Mobilfunklizenz für DCS 1800 (E1-Netz) durch den damaligen Bundespostminister Wolfgang Bötsch (CSU). Lizenzinhaber wurde ein Konsortium um E-Plus, dessen Hauptgesellschafter die VEBA Telecom, RWE Telliance, Thyssen Telecom und BellSouth waren.
- 1994 erfolgte ab Mai der Netzstart in Berlin und sieben Ballungsgebieten nach dem Mobilfunk-Standard DCS 1800.
- 1997 bot E-Plus als erster deutscher Netzbetreiber Prepaid-Tarife (Free&Easy) an.
- 1999 führte das Unternehmen als erster deutscher Netzbetreiber Minutenpakete unter dem Namen Time&More ein. Im selben Jahr wurden die Dienste WAP und HSCSD eingeführt. Neben E-Plus bot Vodafone HSCSD an. Im selben Jahr scheiterte ein Versuch der France Télécom, bei E-Plus einzusteigen. Der französische Telekommunikationskonzern wollte den 17,24-prozentigen Anteil von Vodafone erwerben, von dem sich Vodafone nach der Fusion mit Air Touch trennen wollte. BellSouth nahm einen Kredit in Höhe von 9,18 Mrd. Euro bei dem niederländischen Unternehmen KPN auf und sicherte sich damit das Vorkaufsrecht. Zudem erwarb BellSouth den 60,25-prozentigen Anteil von o.tel.o (VEBA/RWE), da sich die Anteilseigner wieder auf das Kerngeschäft (Energie) konzentrieren wollten. Dieser Kredit von KPN wurde anschließend in einen 77,49-prozentigen Anteil an E-Plus umgewandelt.[7]
- 2000 wurde KPN Hauptgesellschafter von E-Plus. Es erfolgte eine kurzzeitige Beteiligung von Hutchison Whampoa zur Ersteigerung einer UMTS-Lizenz.
- 2001 wurde GPRS zur Übertragung von Paketdaten eingeführt.
- 2002 erfolgte die Einführung des Datendienstes i-Mode. Ebenso wurde KPN in diesem Jahr alleiniger Gesellschafter. Überdies wurde die Kundenbetreuung an die SNT Deutschland, ein Tochterunternehmen der KPN, ausgegliedert. Im Januar 2002 wurde auch bekannt, dass KPN auch die restlichen Anteile von E-Plus im Rahmen eines Aktientausches von BellSouth zu erwerben beabsichtigte. Die komplette Übernahme wurde daraufhin im März 2002 vollzogen.[8]
- 2004 erfolgte der kommerzielle UMTS-Netzstart. E-Plus lagerte die IT-Infrastruktur und Applikationsmanagement aus (Outsourcing an Atos Origin).[9]

Logo der ehemaligen Marke Simyo

- 2005 erfolgte der Start der Mobilfunk-Discounter Marken Simyo und Base (Flatrate) sowie eine Kooperation mit dem Lebensmittel-Discounter Aldi. Es wurde die erste Flatrate für Datennutzung (UMTS und GPRS) eingeführt. Zudem wurde ein Mobilfunkangebot speziell für Türkischstämmige unter der Marke Ay Yildiz eingeführt.
- Von Mai 2006 bis Januar 2007 war Michael Krammer Geschäftsführer von E-Plus, er folgte damit auf Uwe Bergheim.
- 2006 bekam E-Plus E-GSM-900-Frequenzen zugeteilt. Zudem wurde die Phone-and-Music-Marke Vybemobile eingeführt, für die E-Plus eine Kooperation mit Universal Music Deutschland einging.[10]
- 2007 lagerte E-Plus den Betrieb und Bau seines Mobilfunknetzes aus (Outsourcing an Alcatel-Lucent).[11] Neuer Geschäftsführer wurde Thorsten Dirks.
- 2007 gingen alle alten E-Plus-Shops (160 Stück) in die neue E-Plus Shop GmbH über (Betriebsübergang).
- 2008 übernahm die E-Plus-Muttergesellschaft KPN den Discounter Blau Mobilfunk[12] sowie die Shopkette SMS-Michel. Damit erhielt die E-Plus-Gruppe 400 neue Ladengeschäfte in guter Lage von Einkaufszonen.
- Am 1. Februar 2010 hat E-Plus die Vermarktung von Laufzeitverträgen und Prepaid-Tarifen unter der Tarifmarke E-Plus eingestellt. Interessenten werden stattdessen auf die Flatrate-Marke Base sowie die Prepaid-Marken blau und simyo verwiesen. E-Plus begründet dies mit einer größeren Einfachheit bei der Kaufentscheidung. Bestehende Kunden können unbefristet weiter ihre Tarife nutzen und bekommen einen erhöhten Kundenservice versprochen.
- Am 1. September 2011 führt E-Plus eine deutschlandweit gültige Festnetznummer als zubuchbare Option ein. Das ist insofern neu, als Kunden der anderen Mobilfunkanbieter lediglich eine Festnetznummer in einem Radius von 2 km nutzen können. Diese Option ist auch für diverse Submarken der E-Plus-Gruppe nutzbar, allerdings nicht für die sogenannten Discountmarken.
- Am 22. Dezember 2011 wurde bekannt, dass E-Plus die Marke vybemobile auflöst, weil der Vertrag mit dem Partner Universal Music zum 31. Dezember 2011 aufgelöst sei. Dies habe zur Folge, dass vybemobile-Kunden keine kostenlosen Musikdownloads mehr durchführen könnten und bedeute somit eine Verschlechterung der Vertragsbedingungen. Für vybemobile-Bestandskunden besteht zum Jahresende ein außerordentliches Kündigungsrecht. Seit 1. Januar 2012 nimmt vybemobile keine neuen Kunden mehr auf.[13]
- Am 17. April 2012 startete die E-Plus-Gruppe einen neuen Mobilfunkdiscounter namens yourfone.de, der einen Alle-Netze-Pauschaltarif mit Internetpauschale für weniger als 20 Euro anbietet und läutet damit eine neue Preisrunde im Mobilfunkmarkt ein.
- Seit dem 1. Januar 2013 gehört blau Mobilfunk aufgrund von Änderungen in der Konzernstruktur zu E-Plus und ist nun eine direkte Tochtergesellschaft.[14] Am 23. Juli 2013 gab KPN bekannt, dass Telefónica den Netzbetreiber E-Plus für 5 Milliarden Euro plus 17,6 % an Aktien von KPN übernehmen soll.[15]  Die EU-Kommission genehmigte die Übernahme im Juli 2014.[16]
- Am 1. Oktober 2014 wurde die Übernahme von E-Plus durch Telefónica Deutschland abgeschlossen.[17]
- Am 26. Januar 2015 wurde das Vermögen der E-Plus Mobilfunk GmbH & Co. KG im Rahmen einer formwechselnden Umwandlung auf die E-Plus Mobilfunk GmbH übertragen.[1]
- Seit dem 4. Februar 2015 besteht mit der Telefónica Germany GmbH & Co. OHG ein Beherrschungs- und Gewinnabführungsvertrag.[18] E-Plus wird dabei langfristig als Marke aufgelöst werden.[17]
- Mit Wirkung zum 1. April 2015 wurde das Mobilfunknetz (Mobilfunktürme mit der zugehörigen passiven Netztechnologie) an die beherrschende Telefónica Germany verkauft und wurde bis zur Vereinheitlichung der Netze zurück gemietet (Sale-Lease-Back).[19]
- Der Vorstandsvorsitzende seit der Integration der Marke, Thorsten Dirks, schied im 1. Quartal 2017 aus dem Unternehmen aus.[20]

## Marktstrategie
Spätestens seit dem Jahr 2005 verfolgte E-Plus eine Schwerpunktstrategie am Mobilfunkmarkt, also eine Konzentration des Angebots auf besonders häufig nachgefragte Dienste, die zu vergleichsweise niedrigen Preisen verkauft wurden. Innovative Produkte wurden erst mit Verzögerung angeboten, wenn durch die Erfolge von Konkurrenzunternehmen absehbar war, dass sich Investitionen in diese rentieren würden. Bei E-Plus resultierte diese Strategie in eher günstigeren Tarifen für Telefonie, eine Preisführerschaft in diesem Gebiet wurde angestrebt. Das UMTS-Netz wurde schrittweise weiter ausgebaut, um neue Gebiete zu versorgen und die Kapazitäten zu erweitern. Des Weiteren wurde das GSM-Netz deutschlandweit auf E-GSM erweitert, so dass sich die Netzabdeckung stark verbessert hatte.

## Mobilfunknetze
E-Plus betrieb bundesweite Mobilfunknetze im E-GSM-, DCS-1800-, UMTS- und LTE-Standard. Das GSM-Netz war seit 1994 in Betrieb. Zum Ende des Jahres 2013 befanden sich noch 19.316 GSM-Basisstationen und 12.280 UMTS-Basisstationen inklusive Mobilfunkrepeater in Betrieb. Nach eigenen Angaben erreichte E-Plus damals mit seinem GSM-Netz 99,9 %, mit EDGE 84 % und mit seinem UMTS-Netz 80 % der Bevölkerung.
Der Aufbau des eigenen UMTS-Netzes erfolgte seit dem Jahr 2004. Zum Einsatz kamen hierbei neben gewöhnlichen Standorten mittlerer Höhe wie kleineren Masten und Hausdächern auch sogenannte Ultra High Sites (UHS). Dies bezeichnete Antennenstandorte mit einer Montagehöhe von mehr als 100 Meter, zum Beispiel Industrieschornsteine oder Fernsehtürme. UHS erlaubte die Versorgung größerer Flächen mit weniger Investitionen, als dies gewöhnlich notwendig wäre. Allerdings verringerte sich durch diese Bauweise auch die Kapazität, da trotz der größeren Fläche immer noch die gleiche Anzahl der gleichzeitig durchgestellten Gespräche blieb. Das UMTS-Netz enthielt teilweise Technik des ehemaligen Netzes von Mobilcom, dessen Ausbau noch vor der kommerziellen Inbetriebnahme gestoppt wurde. Mobilcom verkaufte einen Großteil seiner Technik im Jahr 2003 für 20 Mio. Euro an E-Plus.
Anfang 2006 baute das Unternehmen E-GSM-Basisstationen auf oder vorhandene DCS-1800-Stationen zu E-GSM/DCS-1800-Dualband-Stationen um. Die E-GSM-Frequenzen wurden den beiden Netzbetreibern E-Plus und O2 von der Bundesnetzagentur zugewiesen, um auch ländliche Gebiete besser und effizienter versorgen zu können und den Empfang innerhalb von Gebäuden zu verbessern. Damit sollten die bisher nur auf 1800 MHz sendenden Netzbetreiber eine technische Chancengleichheit erhalten.
Das GSM-Netz unterstützte den Dienst GPRS für den paketorientierten Datentransfer. In fast allen Regionen konnte zudem der Datendienst EDGE zum Surfen genutzt werden, wodurch ein schnellerer Datendurchsatz erreicht wurde als bei GPRS.
Die Sprachübertragung wurde im GSM-Netz mit dem Adaptive Multirate Codec (AMR) und bei älteren Mobiltelefonen mit dem Enhanced Full Rate Codec (EFR) realisiert.
Von Juli 2010 bis Ende 2012 baute E-Plus sein Datennetz mit dem Datenbeschleuniger HSPA+ aus.
In einer Untersuchung der Datenübertragungsrate in deutschen Mobilfunknetzen durch die Stiftung Warentest im Juni 2011 hatte E-Plus am schlechtesten abgeschnitten. Auch beim Netztest der Zeitschrift Connect landete E-Plus im Jahr 2011 unter allen elf Netzbetreibern in Deutschland, Österreich und der Schweiz auf dem letzten Platz.
Im Januar 2013 gab E-Plus bekannt, noch bis Ende 2013, als letzter deutscher Mobilfunknetzbetreiber, seine LTE-Einführung zu vollziehen.
Anfang März 2014 führte E-Plus als letzter deutscher Netzbetreiber LTE in Berlin, Leipzig und Nürnberg ein. Der Netzbetreiber griff dabei auf das 2010 von der Bundesnetzagentur erworbene 1800-MHz-Frequenzspektrum zurück. Mitte März 2014 schaltete E-Plus HD Voice für bessere Sprachqualität im UMTS-Netz frei.
Ab Mitte Januar 2015 wurde auch das Netzroaming zwischen O₂ und E-Plus getestet. Im Februar 2015 kündigte Telefónica an, Mitte April 2015 das National Roaming für alle Kunden freizuschalten. Ziel war es, weiße Flecken in der Netzabdeckung zu schließen und Datendienste in nicht mit LTE versorgten Gebieten zu verbessern.
Am 1. Dezember 2015 kündigte Telefónica Deutschland an, dass ab Januar 2016 mit der Zusammenlegung der GSM- und UMTS-Netze begonnen wird und diese bis Ende 2017[veraltet] abgeschlossen sein soll.

## Netzanbieter für Mobilfunk-Discounter
E-Plus war der Netzanbieter für mehrere Mobilfunk-Discounter wie Aldi Talk, Blau Mobilfunk, MTV Mobile, Ortel Mobile GmbH und simyo, sowie den MVNE Sipgate Wireless und ehemals auch Telogic. Nach der Übernahme von E-Plus übernahm Telefónica die Zusammenarbeit mit den Anbietern sowie die Betreuung des Kundenstamms, die Kunden des Angebots ALDI Talk sind jedoch, Stand Dezember 2020, weiterhin Vertragspartner der E-Plus Service GmbH mit Sitz in Düsseldorf.

## Sponsoring
Die E-Plus-Gruppe unterstützte die Sozialkampagne „iCHANCE“ vom Bundesverband Alphabetisierung und Grundbildung. „iCHANCE“ ist eine multimedial ausgerichtete Kampagne mit dem Ziel, Vorurteile gegenüber (funktionalen) Analphabeten abzubauen und Menschen mit Grundbildungsbedarf dazu zu ermutigen, Lernangebote wie Lese- und Schreibkurse wahrzunehmen.

## Kritik
Sperrung bestimmter Festnetzrufnummern
Im Juni 2008 wurde bekannt, dass E-Plus – ähnlich wie O₂ und Vodafone – die Erreichbarkeit der Rufnummern bestimmter Sprach-Chat-Systeme erheblich einschränkte. Bei diesen Rufnummern handelt es sich um normale Festnetzrufnummern, die im Rahmen von Festnetz-Flatrates gratis angerufen werden können und in der Praxis ein hohes Gesprächsaufkommen verursachen. Dabei nahm E-Plus im Unterschied zu O2 nicht nur eine Limitierung des Anrufvolumens vor, sondern sperrte die betroffenen Rufnummern komplett.
Im Februar 2009 wurden diese Sperren erweitert und umfassten seitdem auch einige Anbieter von geschäftlichen Telefonkonferenzen. Ebenso betroffen waren bestimmte Anbieter von Calling-Cards, über deren Rufnummern Gespräche ins Ausland und zu Sonderrufnummern kostengünstiger geführt werden konnten. Durch die Sperrung war es den Kunden unmöglich, diese Dienstleistungen in Anspruch zu nehmen, was jedoch durch die AGB abgedeckt war. Die Festnetz-Flatrates der meisten Mobilfunkanbieter schließen „Dienstenutzung“ über Festnetznummern in der Regel aus. Ebenfalls ist es seitens der Bundesnetzagentur nicht vorgesehen, auf Endteilnehmeranschlüssen Massendienste anzubieten.

## Unternehmensdaten

### EBITDA
Gewinn vor Finanzergebnis, außerordentlichem Ergebnis, Steuern und Firmenwertabschreibungen (EBITDA):
| Geschäftsjahr | Mio. Euro |
| ------------- | --------- |
| 2004          | 700       |
| 2005          | 673       |
| 2006          | 905       |
| 2007          | 1113      |
| 2008          | 1245      |
| 2009          | 1333      |
| 2010          | 1374      |
| 2014          | 1353      |

### Kundenzahl
| 31.12. | Kunden (in Mio.) | Marktanteil |
| ------ | ---------------- | ----------- |
| 1994   | 0,030            | 1,7 %       |
| 1995   | 0,196            | 6,3 %       |
| 1996   | 0,520            | 10,4 %      |
| 1997   | 1,005            | 12,9 %      |
| 1998   | 2,044            | 17,1 %      |
| 1999   | 3,800            | 16,3 %      |
| 2000   | 6,600            | 13,7 %      |
| 2001   | 7,500            | 13,3 %      |
| 2002   | 7,350            | 12,4 %      |
| 2003   | 8,206            | 12,7 %      |
| 2004   | 9,505            | 13,3 %      |
| 2005   | 10,742           | 13,6 %      |
| 2006   | 12,654           | 14,8 %      |
| 2007   | 14,807           | 15,3 %      |
| 2008   | 17,777           | 16,81 %     |
| 2009   | 18,987           | 17,54 %     |
| 2010   | 20,427           | 18,77 %     |
| 2011   | 22,717           | 19,91 %     |
| 2011   | 25               | 23,91 %     |

### Niederlassungen
E-Plus unterhielt Betriebsniederlassungen in Hamburg, Essen, Berlin, Leipzig, Hannover, Kassel, Ratingen, Frankfurt am Main, Karlsruhe, Nürnberg, Stuttgart und München. Der Hauptsitz des Unternehmens war in Düsseldorf.

### Gesellschafter
Die E-Plus Mobilfunk GmbH & Co. KG gehörte von 2000 bis September 2014 zur niederländischen KPN N.V. und wurde nach der kartellrechtlichen Freigabe durch die EU-Kommission am 1. Oktober 2014 von der Telefónica Deutschland Holding übernommen. Durch die Fusion mit E-Plus ist Telefónica Deutschland zum nach Kundenzahlen größten deutschen Mobilfunkanbieter aufgestiegen. Seitdem arbeitet der Konzern kontinuierlich an einer schrittweisen Zusammenführung seiner beiden Tochtergesellschaften E-Plus und Telefónica Germany. Am 26. Januar 2015 wurde die E-Plus Mobilfunk GmbH & Co. KG in E-Plus Mobilfunk GmbH umfirmiert und seit dem 4. Februar 2015 besteht zwischen der E-Plus Mobilfunk GmbH und der Telefónica Germany GmbH & Co. OHG als „herrschendem Unternehmen“ ein Beherrschungs- und Gewinnabführungsvertrag.

## E-Plus Retail

Logo der ehem. E-Plus-Marke Base

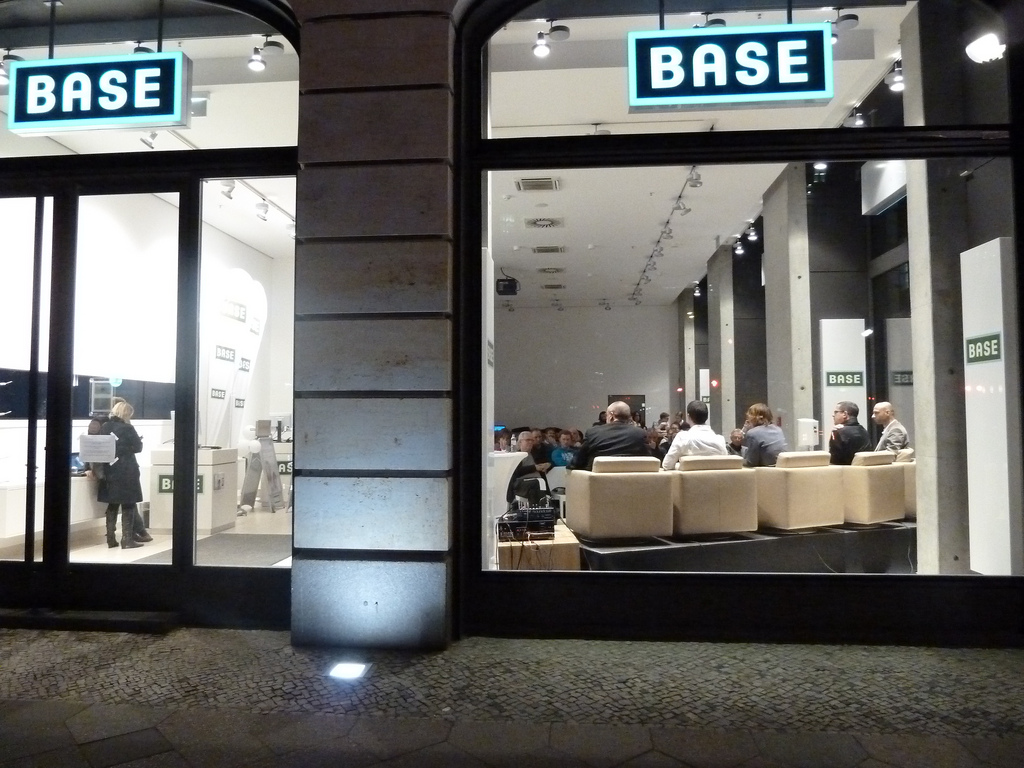
Ehemalige Base-Filiale

Die 2011 gegründete E-Plus Retail GmbH verwaltete das Ladengeschäft, das aus eigenen Filialen, Franchisenehmern und freien Händlern bestand und die Marken Base und MTV Mobile führten. Anfang Dezember 2016 wurde sie in Telefónica Germany Retail GmbH umfirmiert. MTV Mobile wurde dabei mit eingestellt. Sie hatte ihren Sitz in Düsseldorf und wurde von Marcus Epple geleitet.